# Philip Fruytiers
Philip Fruytiers noto anche come Philip Fruijtiers e Philip Fruitiers (Anversa, 10 gennaio 1610 – Anversa, 19 giugno 1666) è stato un pittore e incisore fiammingo del periodo barocco.

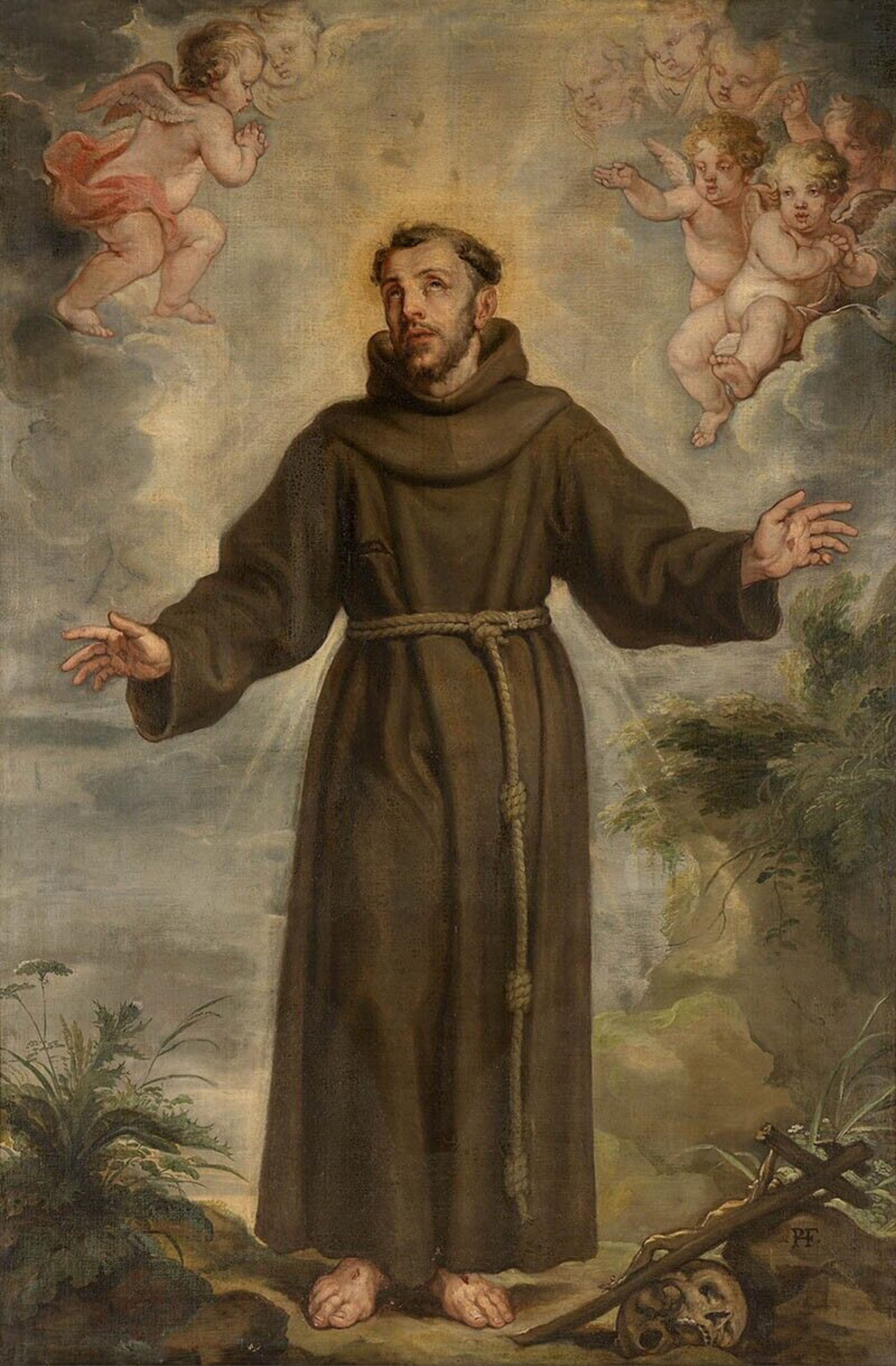
San Francesco d'Assisi

Fino agli anni 1960 era conosciuto soprattutto per alcuni ritratti in miniatura di acquerelli e tempere. Da allora gli sono state attribuite diverse tele di grandi dimensioni firmate con il monogramma PHF. Queste nuove scoperte hanno portato ad un rinnovato apprezzamento per il suo contributo al barocco di Anversa.

## Biografia
I dettagli sulla sua vita sono scarsi. Era figlio di Jan Fruytiers e Catherina Vervloet. È elencato come allievo del collegio dei gesuiti ad Anversa nel 1627. Non sono disponibili informazioni sulla sua formazione artistica. Divenne un maestro ad Anversa, nella Corporazione di San Luca nel 1631-1632. È descritto nel registro della Corporazione come miniatore, pittore e incisore.
Tra il settembre del 1630 e il 18 ottobre 1665 fu molto attivo nel "Sodaliteit van de Bejaerde Jongmans", una confraternita per celibi istituita dall'ordine dei gesuiti.
Fu maestro di Ambrosius Gast (II), Gualterus Gysaerts, Franciscus Fruytiers, Adrian Cockx (1649–50), Wauter Gyssels (1662-63) e Gregoris de Vos (1663–64).

## Opere

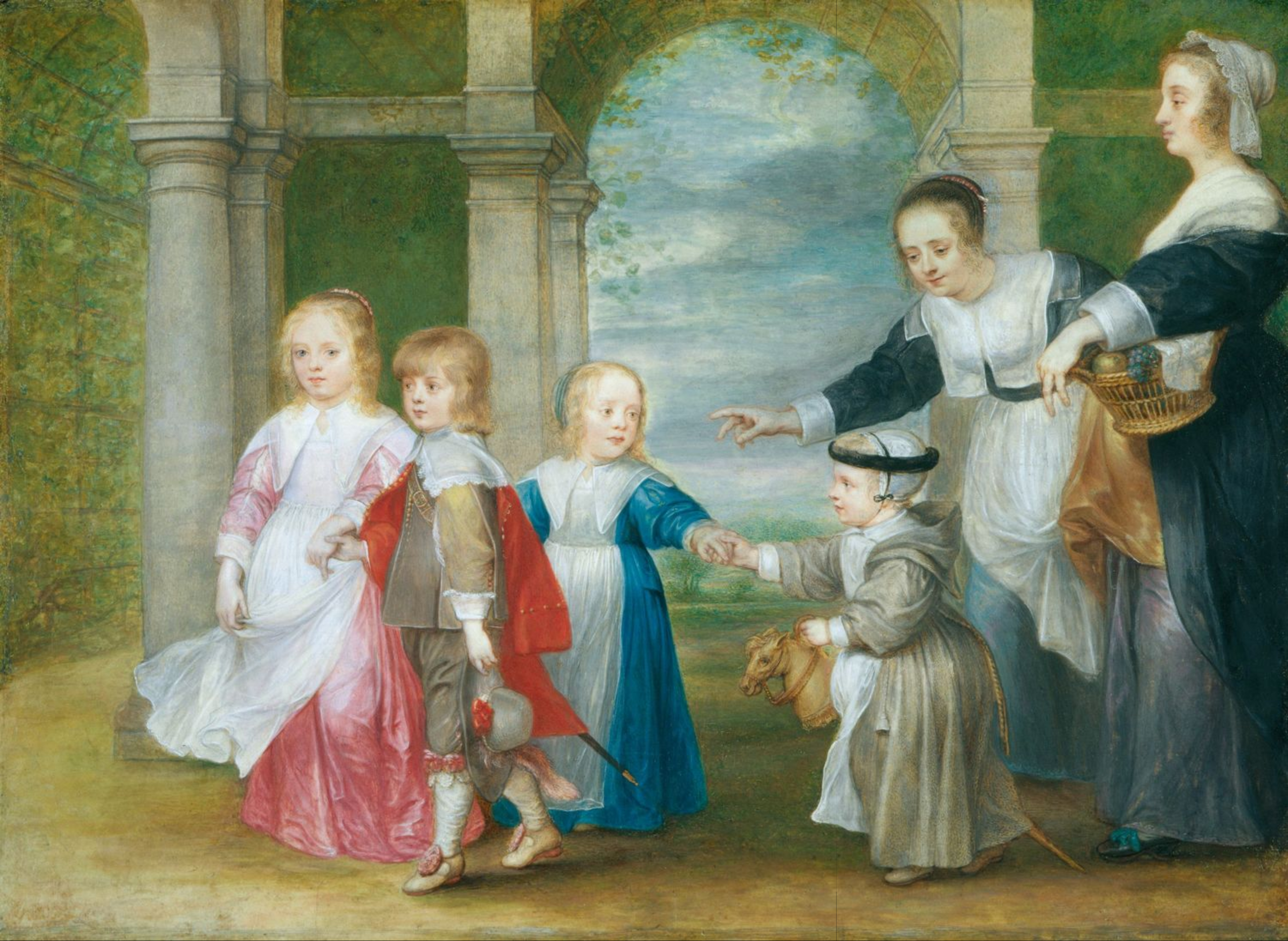
I quattro figli di Rubens ed Helena Fourment con le cameriere.

Fino alla metà del XX secolo Philip Fruytiers fu noto principalmente conosciuto come un pittore e ritrattista in miniatura che aveva lavorato in acquerello e tempera. La sua miniatura più famosa, raffigurante i quattro figli di Rubens e della sua seconda moglie Helena Fourment con due cameriere (1638, Windsor Castle, Berks, Royal Collection) è probabilmente il ritratto menzionato nell'inventario della tenuta di Rubens nel 1641 e sul quale a quel tempo il prezzo della cornice e del vetro era ancora dovuto. La visione condivisa di Philip Fruytiers come miniaturista e acquerellista era basata in parte sulle descrizioni dei primi lavori biografici di Cornelis de Bie e Arnold Houbraken. Sebbene Cornelis de Bie menzionasse che Fruytiers dipingeva anche pale d'altare, le uniche opere conosciute di sua mano fino agli anni 1960 erano opere su carta o pergamena. Di conseguenza, la visione consolidata sulla natura del suo lavoro non è stata messa in discussione. Negli anni 1960 questo punto di vista dovette essere rivisto, quando tre grandi dipinti di santi, risalenti al 1652 e con il monogramma "PHF" (presenti nel Museo reale di belle arti di Anversa) e che in precedenza erano stati attribuiti a un ipotetico pittore PH Franck, vennero identificati come di Fruytiers. La stessa firma venne successivamente scoperta in una pala d'altare nella chiesa parrocchiale di Zundert, Brabante Settentrionale. Ciò portò all'attribuzione a Fruytiers di altri dipinti nei musei di Bruxelles, Anversa e Madrid, e nella chiesa parrocchiale di Gistel, Fiandre occidentali. Disegni per alcune delle sue pale d'altare sono conservati nello Stedelijk Prentenkabinet di Anversa, nella Yale University Art Gallery e al Kupferstichkabinett di Berlino.

Ritratto di Govaert Wendelen, incisione

Lo stile di Fruytiers è generalmente molto più vicino alla raffinatezza e alla delicatezza di Antoon van Dyck che all'arte più monumentale di Rubens. Fruytiers dipinse anche grandi ritratti come quello di David Teniers il Giovane e ritratti di gruppo o di famiglia come quello di tre figli di Rubens.
Un ritratto espressivo del gesuita Jan de Tollenaere (Johannes Tollenarius) (Morgan Library & Museum) fu uno studio per un'incisione fatta da Jacob Neefs.
Fruytiers fu un abile incisore e produsse diverse incisioni di ritratto come quelle del cappuccino Innocentius de Caltagirone e del matematico e astronomo Govaert Wendelen. Realizzò disegni per stampe incluse nei libri di devozione e altre stampe religiose di incisori di Anversa come Cornelius Galle il Giovane e Conraad Lauwers,